# Situla lanosa
Situla lanosa är en sjöpungsart som beskrevs av Monniot 1973. Situla lanosa ingår i släktet Situla och familjen Octacnemidae. Inga underarter finns listade i Catalogue of Life.